# 이양준
이양준(李陽俊, 德水李氏2世孫) : 고려조 신종 5년(1202년) 임술 ∼ 고려조 고종 30년(1243년) 계묘. 고려의 무신. 본관은 덕수(德水). 조산대부 흥위위 보승장군. 증 은청광록대부 동지추밀원사 어사대부 이부상서 상장군. 덕수이씨(德水李氏) 시조 중랑장 이돈수(李敦守)의 아들이자 통의대부 전법판서 지삼사사 세자 내직랑 증 금자광록대부 지문하성사 상장군 판예부사 이소(李劭)의 아버지이다. 충무공 이순신(李舜臣)의 10대조이다.

## 생애
- 신종 5년(1202년,1세) 덕수이씨(德水李氏)시조 중랑장 이돈수(李敦守)의 아들로 출생하다.
- 고종 8년(1221년 겨울,20세) 판의조승(종8품)
- 고종 10년(1223년,22세) 아들 이소(李劭)가 태어나다.
- 고종 11년(1224년,23세) 산원(정8품)
- 고종 14년(1227년,26세) 식목도감
- 고종 15년(1228년 6월,27세) 도병마사 녹사
- 고종 15년(1228년 겨울,27세) 산원
- 고종 17년(1230년,29세) 별장(정7품)
- 고종 18년(1231년,30세) 낭장(정6품)
- 고종 19년(1232년,31세) 전주판관(정6품)
- 고종 21년(1234년 6월,33세) 합천부사
- 고종 21년(1234년 12월,33세) 상주판관
- 고종 23년(1236년,35세) 낭장
- 고종 25년(1238년,37세) 삼사판관(정5품)
- 고종 27년(1240년,39세) 이부원외랑
- 고종 27년(1240년,39세) 아버지인 중랑장공 이돈수(李敦守) 별세 추정
- 고종 28년(1241년,40세) 용호군 중랑장, 어사잡단(정5품)
- 고종 29년(1242년 5월,41세) 시랑 송언기와 같이 몽고에 사신으로 가다.
- 고종 30년(1243년 1월,42세) 신호군 중랑장, 흥위위 보승장군
- 고종 30년(1243년) 향년 42세로 돌아가시다.
- 배위는 안동권씨로 중랑장 권극평의 따님이며 조부는 보윤 권표정이다. 외조부는 죽산송씨 송계방이다.
- 묘는 개성에 있을 것으로 추정되나 충남 아산시 음봉면 삼거리 산 2-1번지로 시조 이돈수(李敦守), 아들 이소(李劭)와 함께 설단하였다.
- 슬하에 통의대부 전법판서 지삼사사 세자 내직랑을 지낸 이소(李劭) 1남이 있다.

## 평가
추밀공(樞密公) 이양준(李陽俊)은 최충헌(崔忠獻)에 의한 고려 무신정권이 절정에 달하는 시기에 중랑장공 이돈수(李敦守)의 아들로 태어나 약관의 나이인 고종 8년(1221) 판의조승(종8품)을 시작으로 관직생활을 시작하였는데 국가 회계업무를 담당하는 산원, 식목도감, 고려 최고의 귀족 회의기구인 도병마사에서 녹사 그리고 산원을 지내시었다. 30세 무렵인 고종 18년(1231)에 시작된 여몽전쟁에서는 아버지인 중랑장공 이돈수(李敦守)처럼 무반으로 관직 생활을 하였는데 별장, 낭장, 판관, 부사, 중랑장 등을 거쳐 40세 무렵 관직은 흥위위 보승장군(現 수도방위군 총 12령 중 1령(약 1,000명)의 지휘관))에 이르렀다.
추밀공(樞密公) 이양준(李陽俊)은 고종 29년(1242) 시랑 송언기(宋彦琦)와 함께 몽고에 국방무관 사신으로 파견되어 잠정적이나마 양국간 전쟁없는 평화관계를 유지하는데 공헌하였으며 사후 은청광록대부 동지추밀원사 어사대부 이부상서 상장군에 추증된 바 공적이 적지 않음을 알 수 있다.

## 가족 관계
- 조부 : 이상의 상계(上系)를 고증할 수 없다.
  - 부 : 이돈수(李敦守, 추정1177∼1240) 신호위중랑장
  - 모 : 황려이씨(黃驪李氏), 교위 이순진의 딸
    - 본인 : 이양준(李陽俊,1202∼1243) 신호군 중랑장, 흥위위 보승장군 증 은청광록대부, 동지추밀원사 어사대부 이부상서 상장군
    - 부인 : 안동권씨(安東權氏), 중랑장 권극평(權克平)의 딸
      - 장남 : 이소(李劭,1223∼1282) 통의대부 전법판서 지삼사사겸 세자내직랑 증 금자광록대부 지문하성사 상장군 판예부사(종1품)
      - 손자 : 이윤운(李允蒀,1249∼1334) 통헌대부 민부전서, 봉익대부 밀직사 판도판서 상장군 증 선충경절공신, 벽상삼한삼중대광 수 첨의정승 감춘추관사 상호군 판전리시사 덕수부원군(德水府院君)
      - 손자 : 이윤번(李允蕃, 추정1265∼미상) 순유진사, 도사 증 자헌대부 의정부 좌참찬

## 문헌
陽俊 朝散大夫 興威衛保勝將軍 贈銀青光祿大夫 同知樞密院事御史大夫 吏部尚書 上將軍 高麗神宗五年(1202年) 壬戌生 高麗高宗三十年(1243年) 癸卯卒 ▶墓失傳 享年四十二 配安東權氏 父中郎將克平 祖甫尹表正 外祖竹山宋繼芳 ▶墓失傳